# Frederik van Zyl Slabbert
Pour les articles homonymes, voir van Zyl.
Frederik van Zyl Slabbert, né le 2 mars 1940 à Pretoria et mort le 14 mai 2010 à Johannesburg, est un universitaire en sociologie, un homme d'affaires et un homme politique afrikaner d'Afrique du Sud. Membre du Parti progressiste et du parti progressiste fédéral, député de Rondebosch (1974-1977) puis de Claremont (1977-1986) il est chef de l'opposition parlementaire de 1979 à 1986 et un analyste politique.

## Biographie
Né le 2 mars 1940 à Pretoria, il fait sa scolarité en plein pays afrikaner, dans le nord du Transvaal à Pietersburg où son grand-père, nommé également Frederik van Zyl Slabbert (1883-1965), est maire à trois reprises.
Capitaine de l'équipe de rugby à XV et de celle de cricket, il commence ses études à l'université du Witwatersrand avant de les continuer à l'université afrikaner de Stellenbosch dans le but de devenir pasteur de l'église réformée hollandaise (NGK). En 1962, il est sélectionné dans l'équipe provinciale de rugby de la Western Province.
 
Diplômé de sociologie en 1964 après avoir renoncé à ses études de théologie, Slabbert travaille d'abord au département sociologie de l'université de Stellenbosch. En 1967, il complète son doctorat et en 1969, s'installe à Grahamstown pour enseigner la sociologie à l'Université Rhodes. En 1970, il revient à Stellenbosch et en 1972, prend la tête d'un département de recherche à l'université du Cap puis celle de l'université du Witwatersrand.
Grâce à ses recherches en sociologie permettant des contacts avec les noirs, Slabbert s'investit peu à peu en politique et développe des idées libérales, opposées aux politiques d'apartheid alors appliquées en Afrique du Sud. 

Lors des élections générales sud-africaines de 1974, il se présente dans la circonscription de Rondebosch sous les couleurs du libéral petit parti progressiste (PP). Contre toute attente, il l'emporte triomphalement sur le candidat du parti national (NP) avec plus de 1 600 voix d'avance. Il rejoint Helen Suzman au parlement et est réélu dans la circonscription de  Claremont en 1977 et 1981. 

Devenu un membre éminent du PP, il participe au développement idéologique anti apartheid de ce qui devient le Parti progressiste fédéral (PFP). En 1979, Slabbert succède à Colin Eglin et devient chef de l'opposition officielle au parlement, poste qu'il conserve jusqu'en 1986, année où il démissionne de son mandat parlementaire pour ne plus cautionner un parlement qu'il juge illégitime. 

En 1987, il entreprend des contacts avec l'ANC alors interdite, qui débouchent sur la conférence de Dakar, organisée par l'IDASA (Institute for a Democratic South Africa) qu'il dirige.

## Vie privée
Il épouse en 1965 Mana Jordaan dont il a eu deux enfants. Divorcé en 1983, Slabbert s'est remarié en 1984. Jusqu'à la fin de sa vie, il reste un homme d'affaires et un analyste politique.